# Cyril Briggs
Cyril Valentine Briggs (* 28. Mai 1888, Nevis; † 18. Oktober 1966, Los Angeles, Kalifornien) war ein West Indian American/African-Caribbean American Schriftsteller und kommunistischer Aktivist. Briggs ist bekannt als Gründer und Herausgeber von The Crusader einem New Yorker Wochenmagazin des New Negro Movement der 1920er, sowie als Gründer der African Blood Brotherhood, einer kleinen, aber historisch einflussreichen, radikalen Organisation, die sich zum Ziel gesetzt hatte, Panafrikanismus zu fördern.

## Leben

### Jugend
Cyril Valentine Briggs wurde am 28. Mai 1888 auf der karibischen Insel Nevis geboren. Sein Vater, Louis E. Briggs, war ein weißer Plantagen-Aufseher; seine Mutter, Mary M. Huggins, war von afrikanisch-karibischer Herkunft. Wie es das Rassen-Kasten-System im kolonialen Nevis vorsah, galt der multirassische Briggs als „Coloured“, obwohl er eine sehr helle Haut aufwies. Und obwohl er eine gute Ausbildung erhielt, wurde er aufgrund seiner Herkunft nicht als Teil der herrschenden Elite zugelassen.
Als Jugendlicher arbeitete Briggs als Assistent in der Bibliothek eines örtlichen Klerikers, wo er das erste Mal auf politische Werke stieß, die Imperialismus kritisch beleuchteten. Später entschied er sich, selbst Schriftsteller zu werden, und nahm Jobs beim St. Kitts Daily Express und dem St. Christopher Advertiser an. Er wurde für sein Talent geschätzt und in seinen späten Teenager-Jahren erhielt er ein Stipendium um Journalism an der Universität zu studieren. Er schlug diese Gelegenheit jedoch letztlich aus, indem er in die Vereinigten Staaten emigrierte (Juli 1905) um seiner Mutter zu folgen, die bereits vorher dorthin emigriert war.

### Journalistische Karriere
Über die ersten sieben Jahre in Amerika ist nicht viel bekannt, da er in seinen sehr kurzen autobiographischen Notizen kaum davon spricht.
Briggs erster Schriftstellerauftrag in Amerika kam 1912 bei der Amsterdam News.
1917, kurz nachdem Hubert Harrison die Liberty League und The Voice gegründet hatte, gründete Briggs die African Blood Brotherhood (ABB), eine der Pioniergruppen der African-American-Gruppierungen. Sein Ziel war es die Lynchjustiz und Rassendiskriminierung zurückzudrängen und Wahl- und Bürgerrecht für African Americans in den Südstaaten durchzusetzen. Er forderte unter anderem Selbst-Bestimmtheit. Die Gruppe protestierte anfangs auch gegen eine amerikanische Beteiligung am Ersten Weltkrieg.

### African Blood Brotherhood
1918 führte die African Blood Brotherhood das Magazin The Crusader ein. In dieser Zeitschrift unterstützte sie die Socialist Party of America und half dabei Lynchjustiz öffentlich zu machen und Diskriminierungen. Briggs setzte seine Hoffnungen darauf, dass Präsident Woodrow Wilson die Kampagnen für Stimmrechte für African Americans in den Südstaaten unterstützen würde, nachdem zahlreiche Veteranen im Krieg ausgezeichnete Leistungen erbracht hatten. Aber die so genannten „Boll weevil“-Politiker (nach dem Baumwollkapselkäfer) der konservativen Southern Democrats stellten sich gegen jede Veränderung. Desillusioniert von sozialistischen und progressiven Bemühungen, schloss Briggs sich 1921 der Kommunistischen Partei der USA an. Seine Führung der ABB gewann dadurch marxistische Tendenzen. Er forderte beispielsweise Kontrolle über Produktionsmittel durch African-American-Arbeiter in Industrie und Landwirtschaft.
Briggs wurde zudem der führende Befürworter von rassischem Separatismus. Briggs sah den amerikanischen Schwarz-Weiß-Rassismus (White-Black Racism) als eine Form des „Hasses gegen das Ungleiche“ (hatred of the unlike), dass „seine Virulenz aus der festen Überzeugung im Denken des weißen Mannes gewinnt, dass die Rassen ungleich seien – dem Glauben, dass es überlegene und unterlegene Rassen gäbe und, dass die ersteren mit einer weißen Haut gekennzeichnet sind und die letzteren mit dunkler Haus und, dass nur die ersteren fähig und tüchtig sind und daher einzig fit sind abzustimmen, zu regieren und die Erde zu ererben“. Briggs erinnerte seine Lesers daran, dass die rassische Antipathie eine Straße mit zwei Richtungen ist und, dass „der Negro den weißen Mann fast genauso stark verabscheut, wie der weiße Mann den Negro verabscheut“ (the Negro dislikes the white man almost as much as the latter dislikes the Negro).
Briggs schlug vor, dass eine „new solution“ entstehen solle, in welcher die African Americans realisieren sollten, dass „die Rettung seiner Rasse und eine ehrenhafte Lösung des Amerikanischen Rassenproblems der Aufruf für Aktion und eine Entscheidung für ein Voranschreiten gegenüber scheingefechte führenden, träumenden, und unentschiedenen 'Führern' sei.“ Im Gegensatz „sollte nichts mehr als eine unabhängige, separate Existenz“ (nothing more or less than independent, separate existence) ins Leben gerufen werden – ein „Government of the (Negro) people, for the (Negro) people and by the (Negro) people“ (Herrschaft der Negro-Menschen, für die Negro-Menschen und durch die Negro-Menschen).
Briggs’ marxistische Einstellungen, die eine separatistische Herrschaft forderten, verursachten ein Zerwürfnis mit Marcus Garvey, dem Gründer der Universal Negro Improvement Association (UNIA). Während sich die Marxisten der ABB gegen Garveys nationalistische Bewegung wandten, betrachteten sie den Slogan „Afrika für die Afrikaner“ nicht als eine Einladung für kapitalistische Entwicklung. Briggs schrieb: „Socialism and Communism [were] in practical application in Africa for centuries before they were even advanced as theories in the European world“ (Sozialismus und Kommunismus wurden in Afrika praktisch angewandt, Jahrhunderte, bevor sie als Theorien in der europäischen Welt bekannt waren).
Garvey glaubte, dass Briggs die Regierung zerstören wolle und strengte mehrere Prozesse gegen ihn an.
Briggs unterstützte den Irish War of Independence, weil er die Überzeugung hatte, „der Irische Kampf für Freiheit ist das größte Epos der modernen Geschichte. Es ist ein Kampf, der die Sympathie und die aktive Unterstützung von jedem Liebhaber der Freiheit und von jedem Mitglied einer unterdrückten Gruppierung haben sollte.“

### Mitgliedschaft in der Kommunistischen Partei
Briggs schloss sich 1921 der Communist Party of America an, nachdem er durch direkte Vermittlung von Rose Pastor Stokes der CPA und Robert Minor von der rivalisierenden United Communist Party angefragt worden war, sich der Organisation anzuschließen, die bis dahin noch eine Untergrundorganisation war. Briggs erinnerte sich später in einem Brief an den Historiker Theodore Draper, dass seine Motivation für den Eintritt in die kommunistische Bewegung mit der Politik von Sowjetrussland gegenüber dessen nationale Minderheiten und der explizit anti-imperialistischen Außenpolitik des jungen Sowjetstaates zusammenhing.
In seiner Korrespondenz mit Draper stellte Briggs klar, dass die Gründung der ABB sowohl seiner persönlichen Verbindung mit der kommunistischen Bewegung, als auch dem Einfluss der Sowjetischen Politik vorausging:

„Sie sind ziemlich richtig in der Annahme, dass die kommunistische Partei keinen Anteil an der Initiative für die Organisation der Brotherhood hatte. Auch erhielt die Brotherhood keine Inspiration von der Kommunistischen Bewegung. Sie war sicher schon in Existenz, bevor ich meine ersten Kontakte mit Kommunisten hatte, durch Besuche von Rose [Stokes] und Bob [Minor] in meinem Büro in 2299 Seventh Avenue (New York). Auch inspirierten die Kommunisten nicht das Programm der ABB, welches sie gesehen haben.
„Nachdem ich, Dick Moore und andere Mitglieder des Supreme Council der CP beitraten, versuchten wir und hatten auch Erfolg damit, dass wir eine enge Beziehung zwischen den zwei Organisationen herstellten.““

Briggs blieb ein aktives Mitglied der Communist Party (CPUSA) während der ganzen 1920er. 1925 wurde die African Blood Brotherhood aufgelöst und durch eine neue Organisation ersetzt, den American Negro Labor Congress. Briggs wurde als neuer National Secretary der neuen Organisation angestellt, die von der Communist Party gesponsert wurde.
Briggs wurde 1929 als Mitglied des führenden Central Committee of the Communist Party benannt. Er blieb eine einflussreiche Figur in der Parteihierarchie bis zur Entstehung der moderaten Popular Front. Briggs wurde letztlich Ende der 1930er aus der CPUSA ausgeschlossen und angeklagt ein „Negro nationalist way of thinking“ im offenen Gegensatz mit der neuen integrationsfördernden Linie der Partei zu pflegen.
Briggs erhielt 1948 die Erlaubnis der CPUSA wieder beizutreten, nachdem der Parteiführer Earl Browder gestürzt worden war. Er blieb für den Rest seines Lebens aktiv in der Organisation und beteiligte sich auch an deren Aktivitäten an der Westküste.

### Tod
Briggs starb am 18. Oktober 1966 in Los Angeles, Kalifornien.

## Werke
- „The American Race Problem“. In: The Crusader. [New York], vol. 1, no. 14 (September–Dezember 1918).
- „The African Blood Brotherhood“. In: The Crusader. vol. 2, no. 10, Juni 1920: 7, 22.
- „The Negro Convention“. In: The Toiler. [New York], vol. 4, whole no. 190, 1. Oktober 1921: 13–14.
- „The Negro Question in the Southern Textile Strikes.“ In: The Communist. vol. 8, no. 6, Juni 1929: 324–328.
- „The Negro Press as a Class Weapon.“ In: The Communist. vol. 8, no. 8, August 1929: 453–460.
- „Our Negro Work.“ In: The Communist. vol. 8, no. 9, September 1929: 494–501.